# Obsjtina Ljaskovets
Obsjtina Ljaskovets (bulgariska: Община Лясковец) är en kommun i Bulgarien.   Den ligger i regionen Veliko Tărnovo, i den centrala delen av landet, 210 km öster om huvudstaden Sofia.
Obsjtina Ljaskovets delas in i:
- Dzjuljunitsa
- Dobri djal
- Dragizjevo
- Kozarevets
- Merdanja

Följande samhällen finns i Obsjtina Ljaskovets:
- Ljaskovets